# Saint-Laurent (Haute-Savoie)
Pour les articles homonymes, voir Saint-Laurent.
Saint-Laurent est une commune française située dans le département de la Haute-Savoie, en région Auvergne-Rhône-Alpes.

### Communes limitrophes

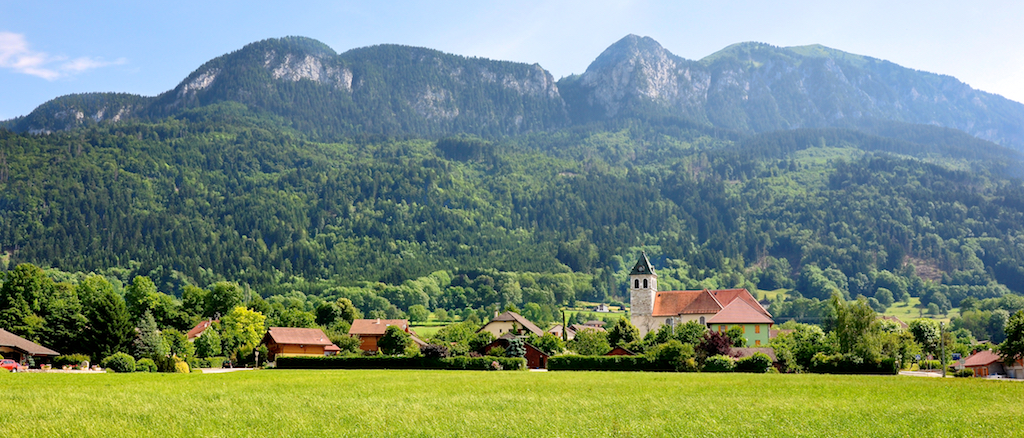

## Géographie
1. Carte dynamique
2. Carte Openstreetmap
3. Carte topographique
4. Carte avec les communes environnantes

Saint-Laurent se situe à 4 km au sud-est de La Roche-sur-Foron, sur les hauteurs de la vallée de l'Arve.

## Urbanisme

### Typologie
Au 1er janvier 2024, Saint-Laurent est catégorisée commune rurale à habitat dispersé, selon la nouvelle grille communale de densité à sept niveaux définie par l'Insee en 2022.
Elle appartient à l'unité urbaine de Cluses, une agglomération intra-départementale regroupant 18  communes, dont elle est une commune de la banlieue,,. Par ailleurs la commune fait partie de l'aire d'attraction de Genève - Annemasse (partie française), dont elle est une commune de la couronne,. Cette aire, qui regroupe 158 communes, est catégorisée dans les aires de 700 000 habitants ou plus (hors Paris),.

### Occupation des sols
L'occupation des sols de la commune, telle qu'elle ressort de la base de données européenne d’occupation biophysique des sols Corine Land Cover (CLC), est marquée par l'importance des forêts et milieux semi-naturels (65,9 % en 2018), en diminution par rapport à 1990 (67 %). La répartition détaillée en 2018 est la suivante : 
forêts (59 %), prairies (25,7 %), espaces ouverts, sans ou avec peu de végétation (6 %), zones agricoles hétérogènes (4,4 %), zones urbanisées (3,9 %), milieux à végétation arbustive et/ou herbacée (0,9 %).
L'IGN met par ailleurs à disposition un outil en ligne permettant de comparer l’évolution dans le temps de l’occupation des sols de la commune (ou de territoires à des échelles différentes). Plusieurs époques sont accessibles sous forme de cartes ou photos aériennes : la carte de Cassini (XVIIIe siècle), la carte d'état-major (1820-1866) et la période actuelle (1950 à aujourd'hui).

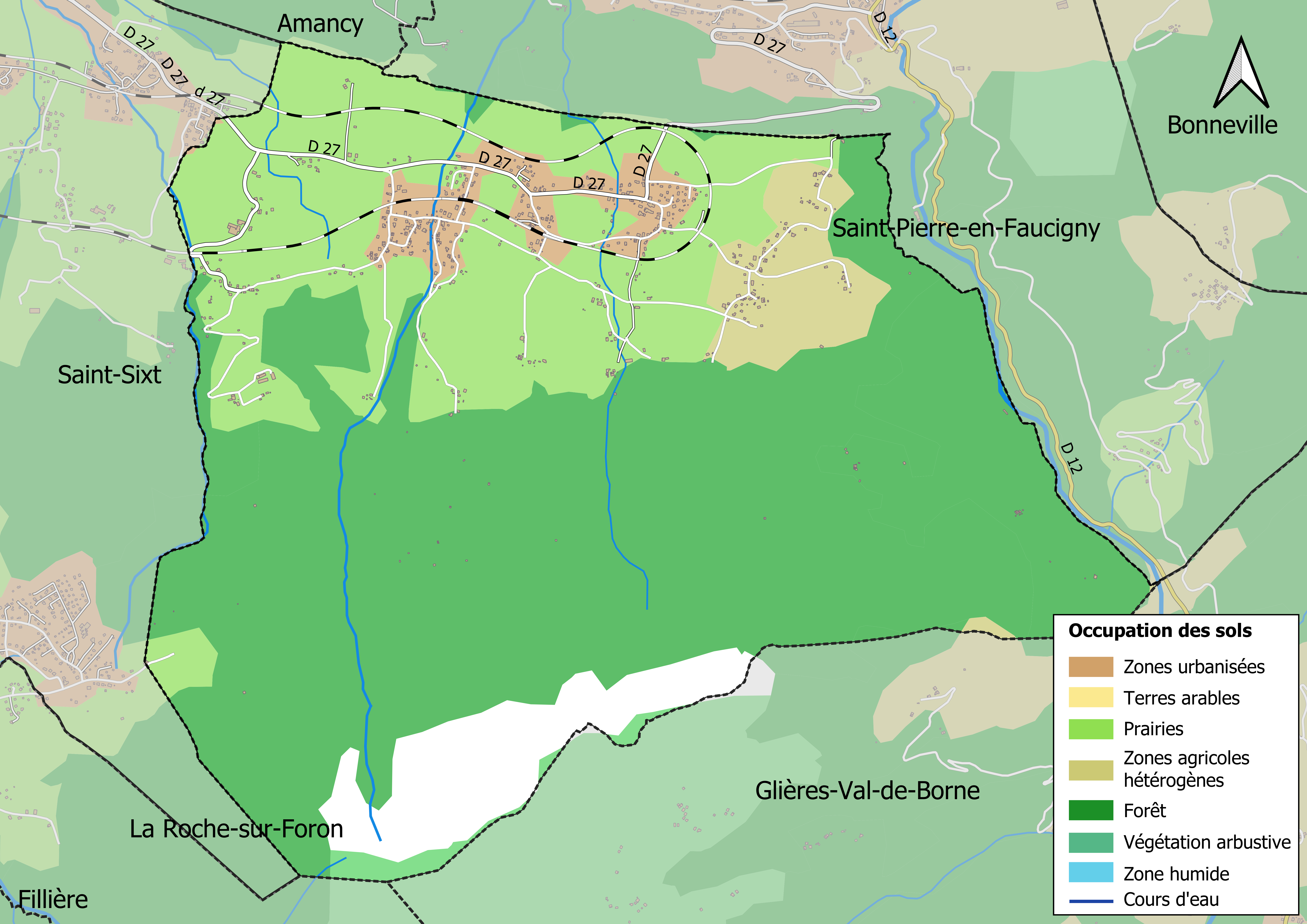
Carte des infrastructures et de l'occupation des sols en 2018 (CLC) de la commune.
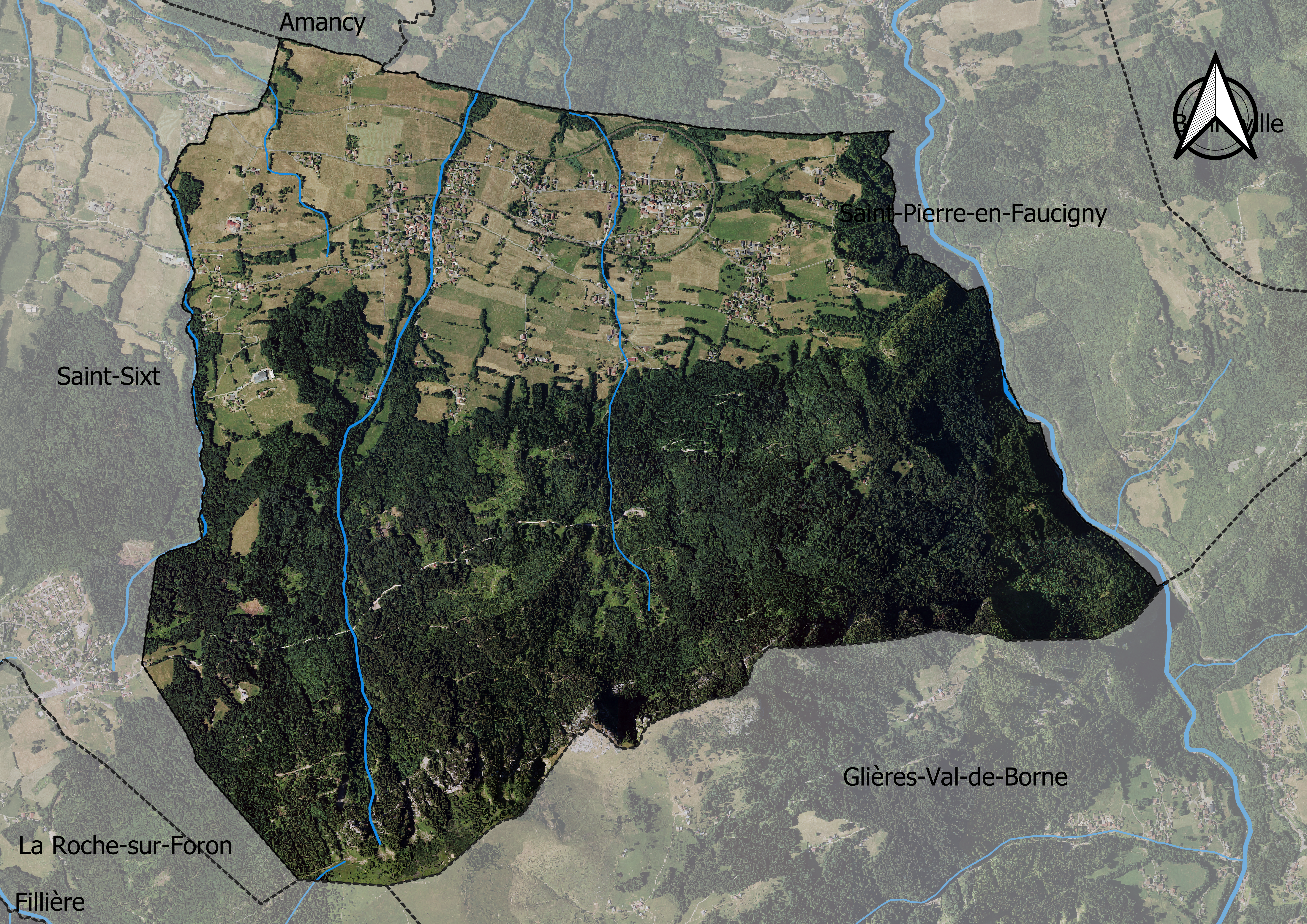
Carte orthophotogrammétrique de la commune.

## Toponymie
Saint-Laurent doit son nom à un des saints Laurent, qui aurait vécu vers 1650 et aurait créé ce village vers 1660.
En francoprovençal, le nom de la commune s'écrit San-Loran, selon la graphie de Conflans.
Les habitants se nomment les Saint-Laurentins.

## Histoire
Saint-Laurent est fondé en 1660[réf. nécessaire].
Lors des débats sur l'avenir du duché de Savoie, en 1860, la population est sensible à l'idée d'une union de la partie nord du duché à la Suisse. Une pétition circule dans cette partie du pays (Chablais, Faucigny, Nord du Genevois) et réunit plus de 13 600 signatures, dont 124 dans le village,. Le duché est réuni à la suite d'un plébiscite organisé les 22 et 23 avril 1860 où 99,8 % des Savoyards répondent « oui » à la question « La Savoie veut-elle être réunie à la France ? ».
Les 3 et 4 janvier 2022, 230 bovins d'une exploitation laitière, dont certains étaient atteints par la brucellose bovine ont été conduits à l'abattoir de Bonneville.

## Politique et administration

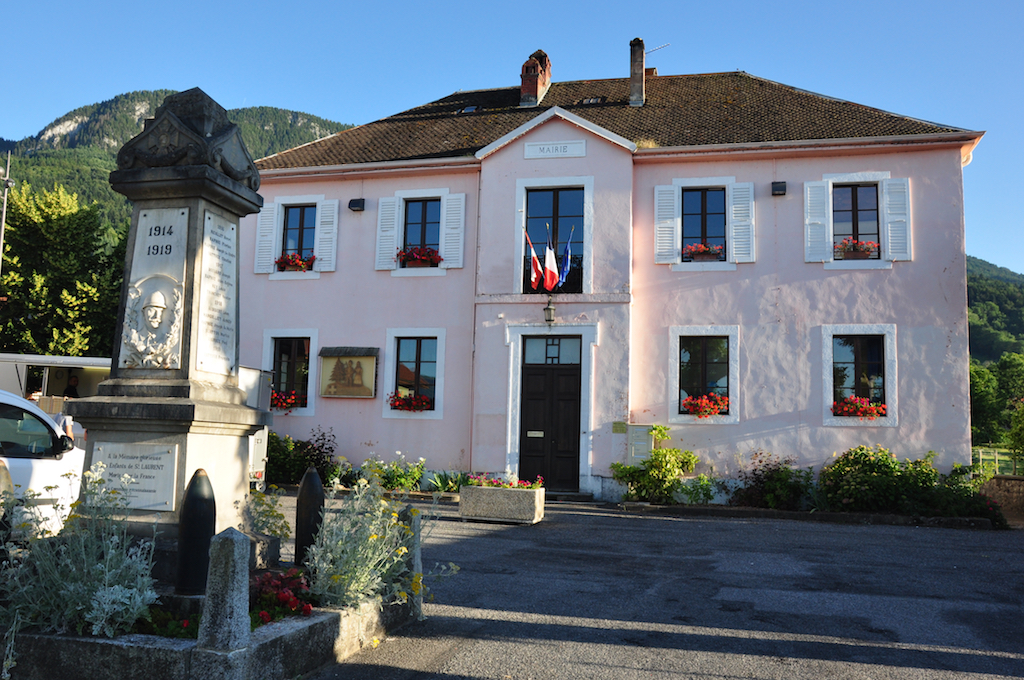
Mairie de Saint-Laurent et son monument aux morts.

| Période                                  | Période   | Identité          | Étiquette | Qualité |
| ---------------------------------------- | --------- | ----------------- | --------- | ------- |
| mars 2001                                | mars 2008 | André Dennetiere  | ...       | ...     |
| mars 2008                                |           | Stéphanie Cadoret | ...       | ...     |
| 2014                                     | En cours  | Claude Bouquerand | ...       | ...     |
| Les données manquantes sont à compléter. |           |                   |           |         |

## Démographie
L'évolution du nombre d'habitants est connue à travers les recensements de la population effectués dans la commune depuis 1793. Pour les communes de moins de 10 000 habitants, une enquête de recensement portant sur toute la population est réalisée tous les cinq ans, les populations de référence des années intermédiaires étant quant à elles estimées par interpolation ou extrapolation. Pour la commune, le premier recensement exhaustif entrant dans le cadre du nouveau dispositif a été réalisé en 2005.

En 2022, la commune comptait 836 habitants, en évolution de +0,84 % par rapport à 2016 (Haute-Savoie : +6,01 %, France hors Mayotte : +2,11 %).
| 1793 | 1800 | 1806 | 1822 | 1838 | 1848 | 1858 | 1861 | 1866 |
| ---- | ---- | ---- | ---- | ---- | ---- | ---- | ---- | ---- |
| 421  | 417  | 424  | 509  | 649  | 735  | 691  | 657  | 690  |

| 1872 | 1876 | 1881 | 1886 | 1891 | 1896 | 1901 | 1906 | 1911 |
| ---- | ---- | ---- | ---- | ---- | ---- | ---- | ---- | ---- |
| 694  | 703  | 701  | 732  | 666  | 619  | 590  | 527  | 501  |

| 1921 | 1926 | 1931 | 1936 | 1946 | 1954 | 1962 | 1968 | 1975 |
| ---- | ---- | ---- | ---- | ---- | ---- | ---- | ---- | ---- |
| 458  | 420  | 382  | 374  | 424  | 403  | 324  | 287  | 299  |

| 1982 | 1990 | 1999 | 2005 | 2006 | 2010 | 2015 | 2020 | 2022 |
| ---- | ---- | ---- | ---- | ---- | ---- | ---- | ---- | ---- |
| 341  | 430  | 603  | 731  | 734  | 807  | 818  | 840  | 836  |

## Lieux et monuments

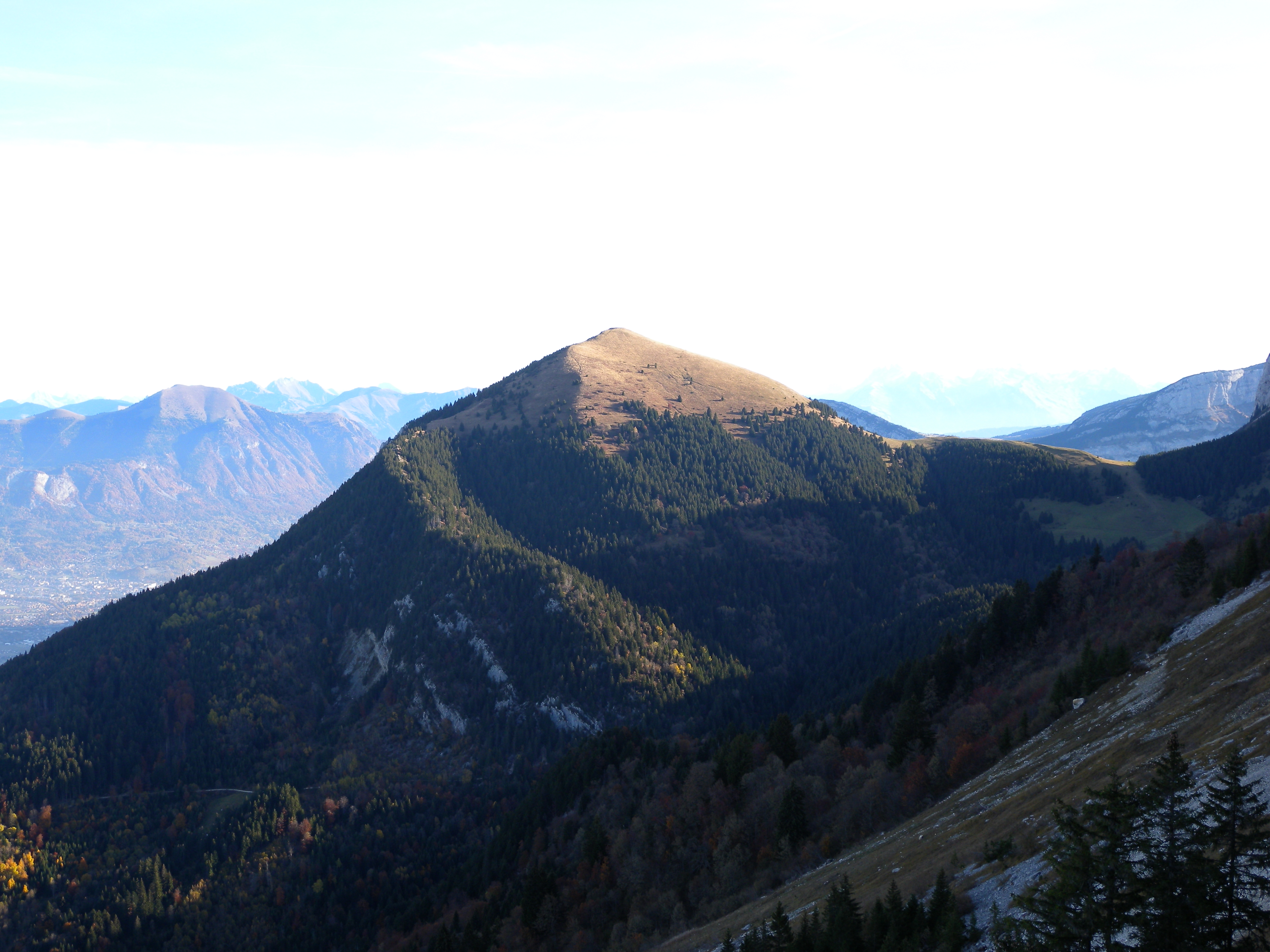
La montagne de Cou, en arrière-plan le Môle.

- Château de Cornillon : maison forte associée à une tour du XIe siècle - début du XIIe siècle[18],[19].

Revue annuelle d'histoire locale « Sous Cornillon » éditée par la Société d'histoire locale de Saint-Pierre-en-Faucigny et Saint-Laurent.